# 黎塞留河
黎塞留河（法語：Richelieu，法語發音：[ʁiʃ(ə)ljø] ⓘ）是加拿大与美国的河流，是圣劳伦斯河的右支流，长124千米。